# James Pennebaker

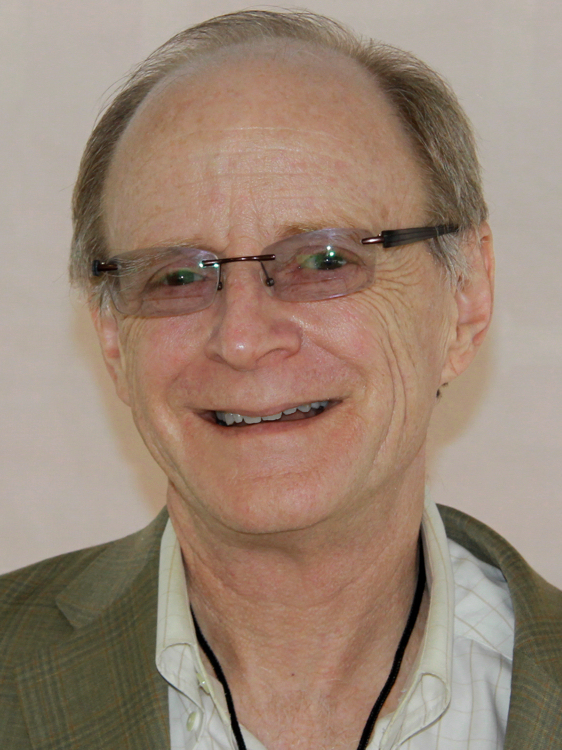
James Pennebaker (2011)

James W. Pennebaker (* 2. März 1950 in Midland, Texas) ist ein US-amerikanischer Professor für Psychologie an der University of Texas in Austin.

## Leben
James Pennebaker promovierte 1977 an der University of Texas at Austin in Psychologie. Danach war er bis 1983 „Assistant Professor“ in Psychologie an der University of Virginia, bis 1987 „Associate Professor“ an der Southern Methodist University und dort bis 1997 Professor der Psychologie. Anschließend wechselte er zurück zur University of Texas at Austin, wo er seit 1997 als Psychologie-Professor lehrt und forscht.
2023 wurde Pennebaker in die American Academy of Arts and Sciences gewählt, 2025 zum Mitglied der National Academy of Sciences.

## Forschungsschwerpunkte
Mit über 270 Publikationen konzentriert sich die Forschung von James Pennebaker auf
- Sprache und soziale Prozesse
- Persönlichkeitsforschung und Sozialverhalten
- Psychosomatische Erkrankungen, traumatische Erlebnisse und Stress
- Individuelle Wahrnehmung

Seine wichtigsten Forschungsprojekte beschäftigen sich mit Sprachanalyse in der Psychologie. Dabei untersucht er, inwieweit man aus den Worten, die jemand benutzt, auf dessen Persönlichkeit oder psychische Erkrankungen schließen kann. Dazu benutzt er spezielle Analyseprogramme. Eines dieser Programme ist LIWC (Linguistic Inquiry and Word Count).

## Schriften (Auswahl)
- James W. Pennebaker: Opening Up: The Healing Power of Confiding in Others. Morrow, New York 1990, ISBN 0-688-08870-8.
- D. M. Wegner, J. W. Pennebaker: The Handbook of Mental Control. Prentice Hall, 1992, ISBN 0-13-379280-3, S. 624.
- H. C. Traue, J. W. Pennebaker: Emotion, Inhibition and Health. Hogrefe & Huber Pub, 1993, ISBN 0-88937-060-5, S. 280.
- J. W. Pennebaker, D. Paez, B. Rim, D. Paez (Hrsg.): Collective Memory of Political Events: Social Psychological Perspectives. Psychology Press, 1997, ISBN 0-8058-2182-1, S. 320.
- J. W. Pennebaker: Opening Up: The Healing Power of Expressing Emotions. Guilford Press, 1997, ISBN 1-57230-238-0, S. 249.
- J. W. Pennebaker, M. E. Francis: Linguistic Inquiry and Word Count. Lawrence Erlbaum, 1999, ISBN 1-56321-203-X.
- J. W. Pennebaker (Hrsg.): Emotion, Disclosure, and Health. American Psychological Association, 2002, ISBN 1-55798-943-5, S. 337.
- J. W. Pennebaker: Writing to Heal: A guided journal for recovering from trauma & emotional upheaval. New Harbinger Publications, Inc, 2004, ISBN 1-57224-365-1, S. 176.
 deutsch: Heilung durch Schreiben: Ein Arbeitsbuch zur Selbsthilfe. 2. Auflage. Hogrefe AG, 2019, ISBN 978-3-456-85976-7, S. 184.
- G. Ádám, J. W. Pennebaker: Visceral Perception: Understanding Internal Cognition. Springer, 2010, ISBN 978-1-4419-3290-7, S. 252.
- J. W. Pennebaker: The Secret Life of Pronouns: What Our Words Say About Us. Bloomsbury Press, 2011, ISBN 978-1-60819-480-3, S. 368.